# Iwan Siergiejew
Iwan Pawłowicz Siergiejew (ros. Иван Павлович Сергеев, ur. 1897 w Gżatsku w guberni smoleńskiej, zm. 23 lutego 1942 w Saratowie) – radziecki polityk, komdiw, ludowy komisarz amunicji ZSRR (1939-1941).
Od 1918 w Armii Czerwonej, dowódca batalionu, potem dywizjonu. Od 1922 w wojskach artyleryjskich, 1925 ukończył kursy artyleryjskie doskonalenia dowództwa, a 1931 Akademię Wojskową im. Frunzego w Moskwie. 1931-1933 szef sztabu Moskiewskiej Szkoły Artyleryjskiej, 1933-1936 kierownik szkoły artyleryjskiej w Tomsku. 1932 przyjęty do WKP(b). 1936-1938 szef wydziału Zarządu Szkolnictwa Ludowego Komisariatu Obrony ZSRR, 1938 kierownik artyleryjskich kursów doskonalenia dowództwa Armii Czerwonej, od 1938 zastępca przewodniczącego Komisji Wojskowo-Przemysłowej przy Radzie Komisarzy Ludowych ZSRR. 22 lutego 1938 mianowany komdiwem. Od 11 stycznia 1939 do 3 marca 1941 ludowy komisarz amunicji ZSRR, od 21 marca 1939 do 30 maja 1941 zastępca członka KC WKP(b). Odznaczony Orderem Lenina. 30 maja 1941 aresztowany, 29 stycznia 1942 skazany na śmierć, następnie rozstrzelany. 22 października 1955 pośmiertnie zrehabilitowany.